# Denisa (hrušeň)
Denisa (Pyrus communis 'Denisa') je ovocný strom, kultivar druhu hrušeň obecná z čeledi růžovitých. Plody jsou řazeny mezi odrůdy podzimních hrušek Sklízí se v září, dozrává v říjnu, skladovatelné jsou do listopadu. Velmi úrodná a nenáročná odrůda.

## Historie

### Původ
Byla vyšlechtěna v ČR v roce 2005, ve šlechtitelské stanici v Těchobuzicích. Odrůda je křížencem odrůd 'Clappova' a 'Boscova lahvice'.

## Vlastnosti
Odrůda je cizosprašná. Vhodnými opylovači jsou odrůdy Konference, Laura,Blanka, Dita, Alfa.

### Růst
Růst odrůdy je bujný později slabý. Habitus koruny je rozložitý.

## Plodnost
Plodí časně, hojně a pravidelně.

## Plod
Plod je kuželovitý, větší až velké. Slupka hladká, žlutozeleně, později žlutě zbarvená s červeným líčkem. Dužnina je nažloutlá středně tuhá, se sladce navinulou chutí, šťavnatá.

## Choroby a škůdci
Odrůda je považována za středně odolnou proti strupovitosti a dobrá vůči namrzání.

## Použití
Dobře snese přepravu. Je vhodná ke skladování a přímému konzumu. Odrůdu lze použít do středních poloh.